# El Socorro (Bezirk)
El Socorro ist ein Bezirk im venezolanischen Bundesstaat Guárico. Der Bezirk zählte im Jahr 2001 14.049 Einwohner. Die Einwohnerzahl 2010 wurde auf 19.189 geschätzt. Die Hauptstadt ist El Socorro.